# 婆羅洲紋唇魚
婆羅洲紋唇魚（学名：Osteochilus sarawakensis）是輻鰭魚綱鯉形目鯉科紋唇魚屬的其中一個種，該物種分布於亞洲馬來西亞及婆羅洲，棲息在中底層水域。